# راجگر
راجگر (به انگلیسی: Rajgarh) یک منطقهٔ مسکونی در هند است که در بخش الوار واقع شده‌است. راجگر ۲۶٬۶۳۱ نفر جمعیت دارد و ۴۷۹ متر بالاتر از سطح دریا واقع شده‌است.